# Prionosciadium madrense
Prionosciadium madrense är en flockblommig växtart som beskrevs av Sereno Watson. Prionosciadium madrense ingår i släktet Prionosciadium och familjen flockblommiga växter. Inga underarter finns listade i Catalogue of Life.